# 마니사스포르
마니사스포르(Manisaspor)는 터키에 있는 마니사를 연고로 하는 축구 클럽이다. 이 팀은 1965년에 창단되었다.

## 선수 명단

### 현역
참고: FIFA 자격 규정에 따라 소속된 국가대표팀 국기를 표시합니다. 선수는 복수의 FIFA 비회원국 국적을 가지고 있을 수 있습니다.
| 번호 | 포지션 | 국적       | 이름              |
| ---- | ------ | ---------- | ----------------- |
| 23   | MF     |            | 티무르 카라굴메즈 |
| 27   | FW     | 나이지리아 | 아토 압바스       |

| 번호 | 포지션 | 국적        | 이름                          |
| ---- | ------ | ----------- | ----------------------------- |
| 99   | FW     | 콩고 공화국 | 콘스탄틴 크리스트 올슨 바카키 |